# Granastyochus
Granastyochus es un género de escarabajos longicornios de la tribu Acanthocinini.

## Especies
- Granastyochus elegantissimus (Tippmann, 1953)
- Granastyochus fulgidus Monné & Martins, 1976
- Granastyochus intricatus Monné & Martins, 1976
- Granastyochus nigropunctatus (Bates, 1881)
- Granastyochus picticauda (Bates, 1881)
- Granastyochus trifasciatus Gilmour, 1959